# I Kineserbyens Dyb
I Kineserbyens Dyb (The City of Dim Faces) er en amerikansk stumfilm fra 1918 af George Melford.

## Medvirkende
- Sessue Hayakawa som Jang Lung
- Doris Pawn som Marcell Matthews
- Marin Sais som Elizabeth Mendall
- James Cruze som Wing Lung
- Winter Hall som Brand Matthews